# 부안 내소사 목조아미타삼존불좌상
부안 내소사 목조아미타삼존불좌상(扶安 來蘇寺 木造阿彌陀三尊佛坐像)은 대한민국 전북특별자치도 부안군 진서면, 내소사에 있는 조선시대의 불상이다. 2018년 3월 9일 전라북도의 유형문화재 제255호로 지정되었다.

## 지정 사유
부안 내소사 목조아미타삼존불좌상은 아미타불과 관음보살, 대세지보살상으로 이루어진 삼존불상으로, 조선후기 불상양식을 잘 갖추고 있고, 18세기 중․ 후반기에 호남지역을 중심으로 활동했던 상정 또는 계초의 작품적 특징을 잘 갖추고 있는 작품으로서 불상 연구에 중요한 귀중한 자료로 평가된다.

## 참고 문헌
- 내소사 목조아미타삼존불좌상 - 국가유산청 국가유산포털